# Pardosa unguifera
Pardosa unguifera là một loài nhện trong họ Lycosidae.
Loài này thuộc chi Pardosa. Pardosa unguifera được Frederick Octavius Pickard-Cambridge miêu tả năm 1902.